# Jozef Lietavec (fotograf)
Josef Lietavec (* 8. března 1949, Bratislava) je slovenský kameraman a fotograf.

## Životopis
Během svého profesního života se věnoval zejména natáčení dokumentárních filmů, později však přešel i k hraným snímkům jako Loupež dějin (1995) a Lesní chodci (2003), nebo i televizní tvorbě Konec velkých prázdnin (1996).

## Kinematografie
Podle zdroje:
- 1979: Jadrové vŕtanie v geologickom prieskume
- 1979: Dožinky '79
- 1980: Tam a zpět
- 1980: Sanitrárovci[1]
- 1981: Starina
- 1981: Musica Antiqua Slovaca
- 1981: Ako voda modeluje krajinu
- 1982: Tak jsem prošla velký svět
- 1984: Roboty
- 1984: Matky z Čierneho Balogu
- 1984: Batromijov dom
- 1985: Život a umenie Veľkej Moravy
- 1985: Ľudové drevené piesty
- 1985: Deň prvý
- 1986: Mládež a stravovanie
- 1986: Fyzikálny princíp urýchľovačov
- 1987: Nech vždy svieti slnko
- 1987: Trate života Jozefa Kronera
- 1988: Iba deň[1]
- 1988: Odkaz od príbuzných
- 1989: Mechanika priemyselných robotov a manipulátorov
- 1989: Geologická informatika na Slovensku
- 1990: Letová správa OK 89-90
- 1995: Lúpež dejín
- 1995: Záhrada[1]
- 1996: Koniec veľkých prázdnin
- 2003: Lesní chodci